# آرگایل و بوت
آرگایل و بوت (به انگلیسی: Argyll and Bute) یک شهرستان در بریتانیا است که در اسکاتلند واقع شده‌است.
این شهرستان ۶٬۹۰۹ کیلومتر مربع مساحت و ۸۸٬۰۰۰ نفر جمعیت دارد.